# Ludwigsstadt

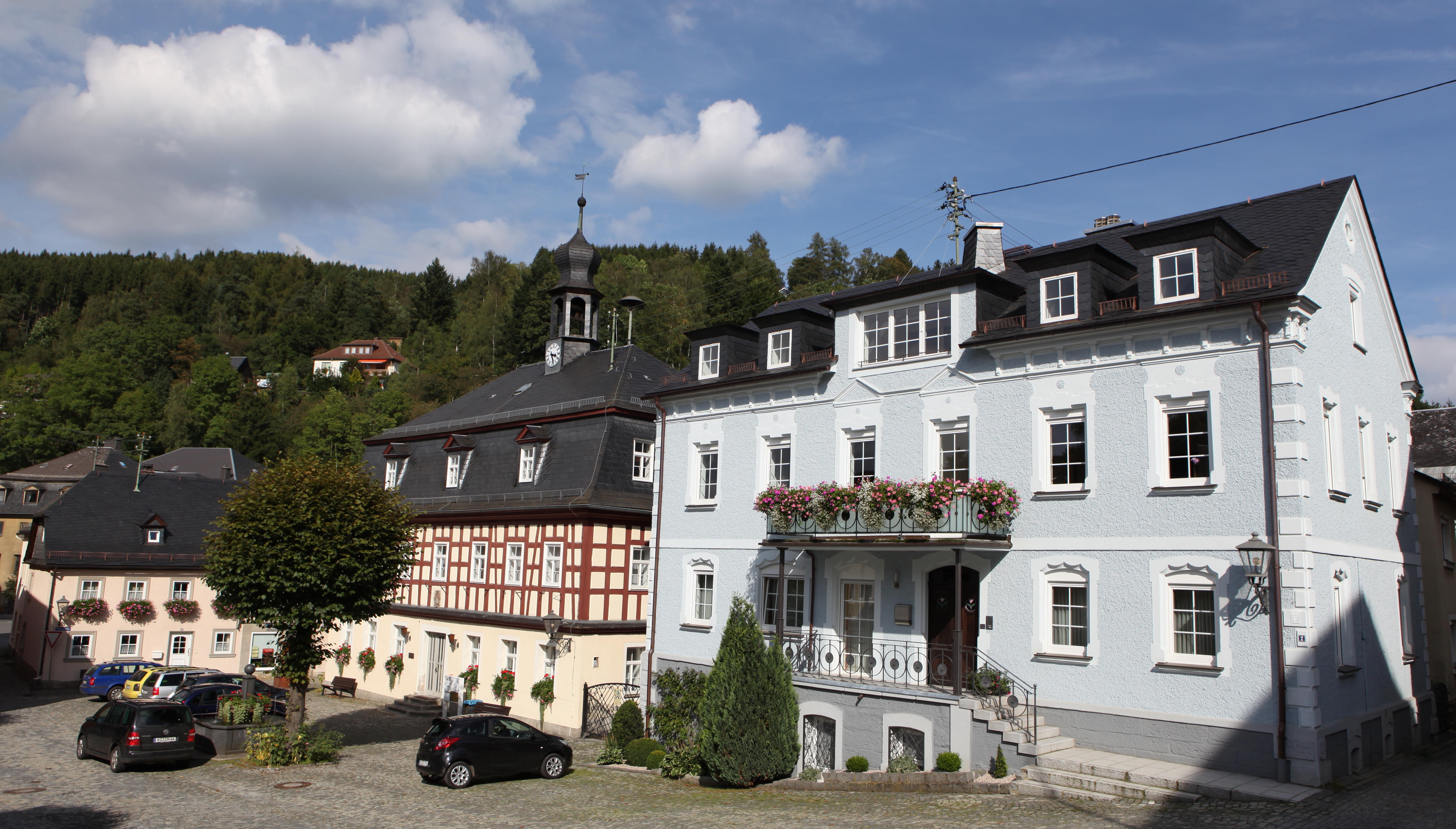
Marktplatz

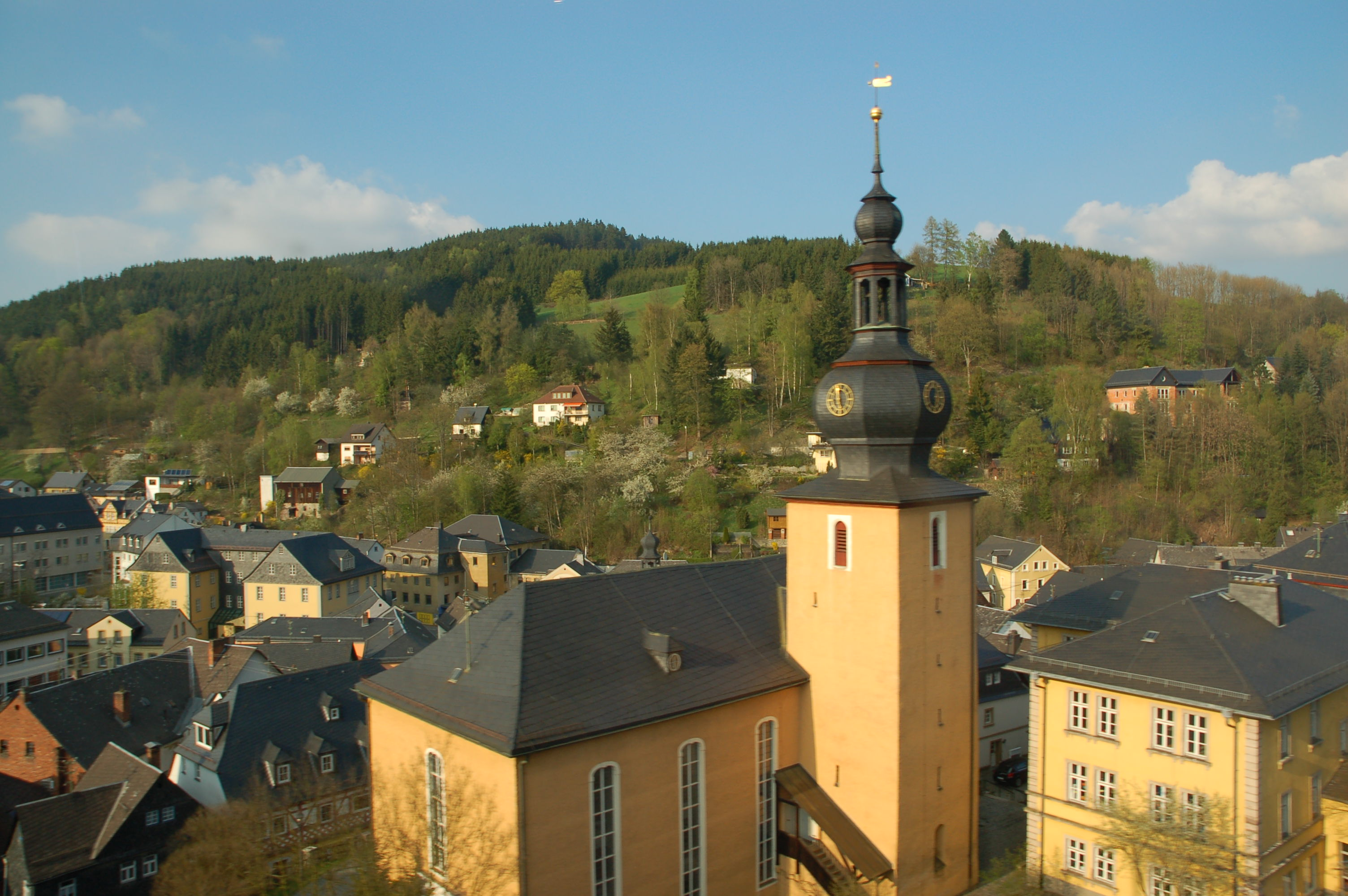
Evangelisch-Lutherische Michaeliskirche

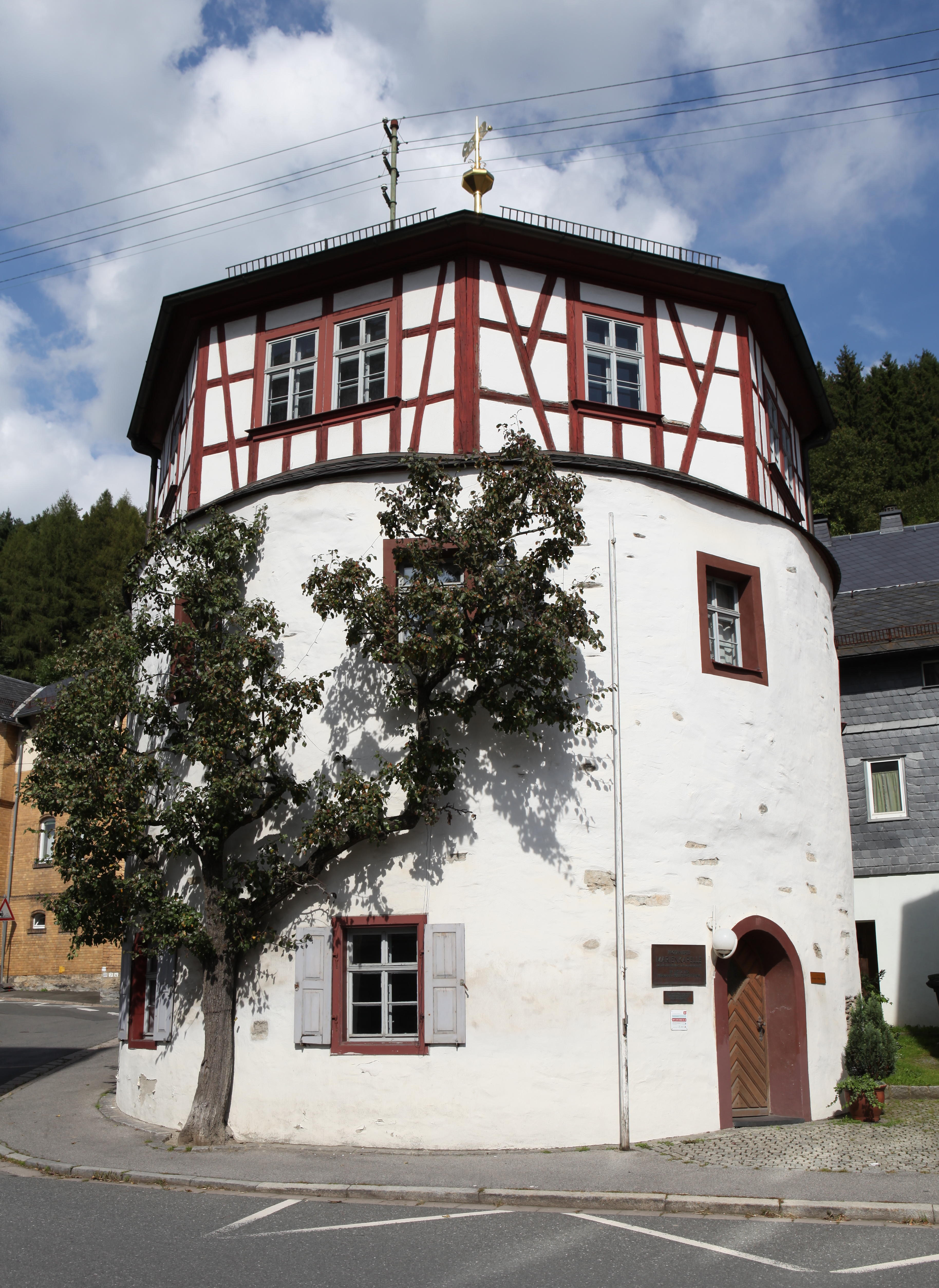
Profanierte Marienkapelle

Ludwigsstadt (thüringisch-obersächsisch-regional Ludscht) ist eine Landstadt im Norden des oberfränkischen Landkreises Kronach in Bayern, die an der Bayerischen Porzellanstraße liegt.

## Geografie

### Lage
Die Stadt ist die einzige Kommune in Bayern, die nördlich des Rennsteigs liegt. Die Umgebung ist durch den Frankenwald und das Thüringer Schiefergebirge geprägt. Ludwigsstadt liegt an der Loquitz etwa vier Kilometer von der thüringischen Landesgrenze entfernt. Als nördlichste Region des Landkreises Kronach wird die Stadt Ludwigsstadt in drei Himmelsrichtungen von Thüringen umschlossen, was bis 1989/1990 bedeutete, in einer extremen Grenzlage an der innerdeutschen Grenze zu liegen.

### Gemeindegliederung
Es gibt 20 Gemeindeteile (in Klammern ist der Siedlungstyp angegeben).
- Am Purbach (Weiler)
- Ebene (Dorf)
- Ebersdorf (Pfarrdorf)
- Falkenstein (Einöde)
- Fischbachsmühle (Einöde)
- Katzwich (Einöde)
- Lauenhain (Kirchdorf)
- Lauenstein (Pfarrdorf)
- Leinenmühle (Weiler)
- Ludwigsstadt (Hauptort)
- Oberneuhüttendorf (Dorf)
- Ottendorf (Dorf)
- Spitzberg (Weiler)
- Springelhof (Dorf)
- Steinbach an der Haide (Pfarrdorf)
- Steinbachsgrund (Einöde)
- Steinbachsmühle (Einöde)
- Thünahof (Weiler)
- Unterneuhüttendorf (Weiler)
- Ziegelhütte (Einöde)

Die Einöde Waidmannsheil ist 1988 abgebrannt und so zur Wüstung geworden.

### Gemarkungen
Es gibt folgende Gemarkungen:
| Gemarkung              | Einwohner | Fläche in km² |
| ---------------------- | --------- | ------------- |
| Ludwigsstadt           | 2023      | 23,28         |
| Ebersdorf              | 0741      | 13,65         |
| Lauenhain              | 0186      | 06,63         |
| Lauenstein             | 0494      | 06,77         |
| Steinbach an der Haide | 0180      | 06,35         |

## Geschichte

### Ursprünge
Der Name Ludwigsstadt geht vermutlich auf „Ludwig, Vogt von Ludewichsdorf“ zurück, der zum Zeitpunkt der ersten urkundlichen Erwähnung des Ortes am 24. Juni 1269 dort seinen Sitz hatte. Im Laufe der Jahrhunderte wurden der Name des Ortes und dessen Schreibweise mehrmals verändert. So sind etwa die Namen „Ludwigstorff“, „Lutzstadt“, „Luderstatt“ und „Ludwigstadt“ (mit einem s) belegt. Seit 1837 schreibt man den Ortsnamen mit Doppel-s: Ludwigsstadt.
Schon 1222 wurde der heutige Gemeindeteil Lauenstein als „Lewinsteine“ erstmals urkundlich erwähnt.
Nach der ersten Jahrtausendwende wurde das Gebiet an den Oberläufen der Saale (Nebenfluss Loquitz) durch Mönche des Benediktinerklosters Saalfeld kolonisiert. Die Burg Lauenstein stellte einen herrschaftlichen Mittelpunkt in dem damaligen Rodungsgebiet dar. Die Sage der Mantelburg erzählt, dass die Burg Lauenstein bereits von König Konrad I. im Jahr 915 als Bollwerk gegen vordringende Sorben und Wenden errichtet wurde. Es wird angenommen, dass die ältesten Bausubstanzen auf das 12. Jahrhundert zurückgehen. In der ersten urkundlichen Erwähnung von 1222 wurde Lauenstein im Zusammenhang mit „Henricus de Lewinstein“ (wohl Heinrich von Könitz), genannt. Gegen 1250 gelangte Lauenstein an die Grafen von Orlamünde, später an die Grafen von Schwarzburg und die Grafen von Mansfeld.

### 14. bis 15. Jahrhundert
Der Bedeutung des Ortes wurde Rechnung getragen, als Graf Otto von Orlamünde, Herr zu Lauenstein, am 15. August 1377 „Ludwigstorff“ das Marktrecht verlieh und den Ort mit weiteren Rechten ausstattete. Diese Privilegien erneuerten am 18. April 1490 die Besitzer der Herrschaft Lauenstein, Reichserbküchenmeister Philipp von Seldeneck und Jacob Heimburg, und erweiterten sie zum Stadtrecht.
Ab diesem Zeitpunkt wurde der Ortsname in den zeitgenössischen Dokumenten „Ludwigstadt“, „Lutzstadt“ oder „Luderstatt“ geschrieben. Die Urkunde ist betitelt: „der Stadt Ludwigsstadt Privilegia Statuta und Freyheiten, wie solche ihnen von Philipp von Seldeneck, des Heiligen Römischen Reiches Erbküchenmeister, und Jacob Heimburg zu Lauenstein, anno 1490 sind ertheilet worden“.
Am 15. August 1377 verlieh Graf Otto von Orlamünde, der Herr von Lauenstein, Ludwigsstadt, welches damals zur Herrschaft Lauenstein gehörte, die Marktrechte. Sie wurden am 18. April 1490 als Stadtrechte erweitert.

### 16. bis 17. Jahrhundert
Im Jahre 1506 kaufte Heinrich Thun (später von Thüna) die Herrschaft Lauenstein. Da der Markgraf von Brandenburg seine Zustimmung zu diesen Geschäft verweigerte, blieben die Grafen von Mansfeld Lehensherren. Die Thünas besaßen die Herrschaft somit als sogenanntes „Afterlehen“ (Unterlehen).
Während des Bauernkrieges 1525 verlor der Ort diese Privilegien jedoch wieder, als die Bevölkerung gegen ihren Herrn, Friedrich von Thüna, aufbegehrte. Erst in den Jahren 1659 und 1717 wurden die Marktrechte teilweise zurückgegeben. In den Jahren 1551–1554 erfolgte der Umbau bzw. Neubau der Burg Lauenstein. Christoph von Thüna ließ den schönsten Teil, den sogenannten „Thünaflügel“, errichten.

### 17. bis 18. Jahrhundert
Im Jahr 1622 verkauften die Ritter von Thüna Burg Lauenstein mit dem zugehörigen Herrschaftsgebiet an Markgraf Christian von Brandenburg-Bayreuth. Die Burg wurde Sitz des „Markgräflichen Bayreuthischen Castenamtes Lauenstein“.
Das Amt Lauenstein litt unter den Schrecknissen des Dreißigjährigen Krieges, vor allem 1633–1634, durch Truppendurchzüge, Brandschatzungen, Plünderungen und die Pest. Die seit dem 15. Jahrhundert bestehende Saigerhütte Ludwigsstadt musste kriegsbedingt bereits 1630 ihren Betrieb einstellen.
Auf dem Gelände der stillgelegten Saigerhütte wurde 1665 ein neuer Eisenhammer, der spätere „obere Hammer“ gegründet.
In den Jahren 1746 bis 1749 wurde das Ludwigsstädter Rathaus am Marktplatz neu errichtet.
Das Eisenhammerwerk Falkenstein wurde 1765 gegründet.
Extrem strenge und lange Winter in den Jahren 1770 bis 1772 lösten eine große Teuerung und Hungersnot aus.
Gegen Ende des 18. Jahrhunderts gab es in Ludwigsstadt 110 Anwesen. Das Hochgericht übte das bayreuthische Amt Lauenstein aus. Die Dorf- und Gemeindeherrschaft hatte das Kastenamt Lauenstein inne. Grundherren waren das Kastenamt Ludwigsstadt (90 Anwesen: 7 Frongüter, 10 halbe Frongüter, 16 Hintersättel, 13 Tropfhäuser, 38 Häuser, 2 halbe Häuser, 3 Mahl- und Schneidmühlen, 1 Schneidmühle, 1 Walkmühle) und die Pfarrei Ludwigsstadt (20 Anwesen: 8 Gütlein, 1 Hintersattel, 9 Häuser, 1 Schmiede, 1 Badstube mit Wohnung). Neben den Anwesen gab es noch 1 Pfarrkirche, 1 Pfarrhof, 1 ehemalige Marienkapelle, 1 Schulhaus, 1 Rathaus, 1 Hirtenhaus, 1 Herbergshaus, 1 Torhaus und 1 Bräuhaus.
Nach der Abdankung des Markgrafen Alexander von Ansbach-Bayreuth fiel das Gebiet 1792 an das Königreich Preußen unter der Verwaltung des Freiherrn Karl August von Hardenberg. Von 1797 bis 1808 unterstand der Ort dem preußischen Justiz- und Kammeramt Lauenstein.

### 19. Jahrhundert
Zu Beginn des 19. Jahrhunderts wurde Ludwigsstadt bayerisch: Am 30. Juni 1803 wurde der Landes- und Grenztauschvertrag zwischen dem Königreich Preußen und dem Kurfürstentum Bayern unterzeichnet, nach dem das Amt Lauenstein zu Bayern kam. Durch ein kgl. preußisches Patent vom 1. November 1803 wurden alle „Untertanen, Vasallen, Lehensleute, geistliche und weltliche Beamte“ ihres Treueides gegenüber ihrem König entbunden und an den neuen Lehensherrn überwiesen. Durch ein gleichlautendes bayerisches Patent vom 26. September 1803 wurden die neuen Besitzungen übernommen. Die tatsächliche „Besitzergreifung“ zog sich allerdings bis Mitte März 1804 hin.
Mit dem Gemeindeedikt wurde 1808 der Steuerdistrikt Ludwigsstadt gebildet, zu dem Lauenhain, Leinenmühle, Oberneuhüttendorf, Ottendorf, Thünahof und Ziegelhütte gehörten. Mit dem Zweiten Gemeindeedikt (1818) entstand die Ruralgemeinde Ludwigsstadt, zu der Leinenmühle, Oberneuhüttendorf und Thünahof gehörten. Sie war in Verwaltung und Gerichtsbarkeit dem Landgericht Lauenstein zugeordnet (1837 in Landgericht Ludwigsstadt umbenannt) und in der Finanzverwaltung dem Rentamt Lauenstein. 1815 wurde Ludwigsstadt dem Rentamt Rothenkirchen (1919 in Finanzamt Rothenkirchen umbenannt) überwiesen. Von 1862 bis 1880 und von 1888 bis 1931 gehörte Ludwigsstadt zum Bezirksamt Teuschnitz, von 1880 bis 1888 und ab 1931 vom Bezirksamt Kronach (1939 in Landkreis Kronach umbenannt). Die Gerichtsbarkeit blieb beim Landgericht Ludwigsstadt (1879 in das Amtsgericht Ludwigsstadt umgewandelt, das 1956 eine Zweigstelle des Amtsgerichts Kronach wurde). Die Finanzverwaltung wurde 1929 vom Finanzamt Kronach übernommen. Die Gemeinde hatte 1885 eine Fläche von 19,088 km², die sich vor 1904 auf 16,615 km² verringerte, um sich dann vor 1952 auf 20,841 km² zu vergrößern.
In den Jahren 1881 bis 1883 wurde die Stadt von drei Großbränden heimgesucht, die in der Stadtmitte und in der heutigen Lauensteiner Straße große Schäden anrichteten. Dabei brannte 1881 das letzte Stadttor (Torhaus) in Richtung Lauenstein ab.
Am 1. Oktober 1885 wurde die Eisenbahnstrecke von Stockheim nach Eichicht über Frankenwald und Schiefergebirge („Frankenwaldbahn“) eröffnet. Mit ihrer Fertigstellung war die durchgehende Süd-Nord-Verbindung von München nach Berlin hergestellt. Sichtbares Zeichen in der Stadt ist bis heute das Trogenbachviadukt (erbaut 1883–1885).

### 20. Jahrhundert
Auf dem Gelände des ehemaligen „Unteren Hammers“ in Oberneuhüttendorf wurde 1908 das erste Elektrizitätswerk errichtet. Noch im selben Jahr wurden Ludwigsstadt, Lauenstein, Ottendorf und Lauenhain mit elektrischer Energie versorgt. Bei Kriegsbeginn 1914 wurde auf der Burg Lauenstein ein Lazarett für Militärpersonen eingerichtet. Auf Einladung von Max Weber fanden 1917 auf Burg Lauenstein die „Lauensteiner Tagungen“ statt. Viele Intellektuelle der Zeit trafen sich zu Gesprächen. Teilnehmer waren neben Max Weber u. a. Walter von Molo, Ernst Toller und Theodor Heuss.
Im Jahr 1924 kam es zu einem Eisenbahnunfall, bei dem ein Güterzug von der Trogenbachbrücke in den Ort stürzte.
In Ludwigsstadt wurde im Rahmen von Notstandsarbeiten 1932 das erste Freibad im Landkreis Kronach gebaut. Auf Burg Lauenstein fand 1936 der 42. Deutsche Philatelistentag statt. Im November 1943 wurde die Burg Lauenstein beschlagnahmt und bis zum Kriegsende von Dienststellen der deutschen Wehrmacht (Abwehr) genutzt. Vom Februar bis Juni 1944 befand sich Admiral Wilhelm Canaris auf Burg Lauenstein in „Ehrenhaft“ (Hausarrest).
Das Stadtrecht wurde dem Ort am 30. September 1953 vom bayerischen Innenminister Wilhelm Hoegner erneut verliehen. Die Feier der Stadterhebung fand im Frühjahr 1954 statt. Im Jahre 1963 wurde der Aussichtsturm Thüringer Warte in Lauenstein eröffnet.
Ludwigsstadt/Probstzella war von 1945 bis 1990 Grenzbahnhof zwischen der SBZ bzw. DDR und der amerikanischen Besatzungszone bzw. der Bundesrepublik Deutschland.
Da das 1746/1749 errichtete Rathaus am Marktplatz zu klein geworden war, zog die Stadtverwaltung 1994 in das umgebaute und sanierte ehemalige Amtsgerichtsgebäude. Das Bayerische Rote Kreuz errichtete 1996 in Ludwigsstadt ein Alten- und Pflegeheim.

### Eingemeindungen
Ottendorf wurde bereits am 1. April 1938 eingemeindet. Im Zuge der Gebietsreform in Bayern wurde zunächst am 1. Januar 1977 die Gemeinde Ebersdorf eingegliedert. Am 1. Januar 1978 kamen Lauenhain und Steinbach an der Haide hinzu. Lauenstein folgte am 1. Mai 1978.

### Einwohnerentwicklung
Im Zeitraum 1988 bis 2018 sank die Einwohnerzahl von 3939 auf 3396 um 543 Einwohner bzw. um 13,8 %. Am 31. Dezember 1993 zählte Ludwigstadt 4115 Einwohner.
Gemeinde Ludwigsstadt
| Jahr      | 1840   | 1852   | 1855   | 1861   | 1867   | 1871   | 1875   | 1880   | 1885   | 1890   | 1895   | 1900   | 1905   | 1910   | 1919   | 1925   | 1933   | 1939   | 1946   | 1950   | 1952   | 1961   | 1970   | 1987   | 2008   | 2010   | 2015   | 2018   |
| Einwohner | 1221   | 1342   | 1390   | 1461   | 1563   | 1558   | 1516   | 1561   | 1690   | 1644   | 1676   | 1727   | 1785   | 1794   | 1633   | 1636   | 1717   | 2008   | 2572   | 2729   | 2788   | 2860   | 2712   | 4043   | 3651   | 3494   | 3430   | 3314   |
| Häuser    |        |        |        |        |        | 213    |        |        | 238    | 235    |        | 248    |        |        |        | 270    |        |        |        | 369    |        | 470    |        | 1198   |        |        | 1166   |        |
| Quelle    | [ 19 ] | [ 19 ] | [ 19 ] | [ 20 ] | [ 21 ] | [ 22 ] | [ 23 ] | [ 24 ] | [ 11 ] | [ 25 ] | [ 19 ] | [ 12 ] | [ 19 ] | [ 26 ] | [ 19 ] | [ 27 ] | [ 28 ] | [ 28 ] | [ 28 ] | [ 13 ] | [ 28 ] | [ 29 ] | [ 30 ] | [ 31 ] | [ 32 ] | [ 32 ] | [ 32 ] | [ 33 ] |

Ort Ludwigsstadt
| Jahr      | 1801   | 1818   | 1861   | 1871   | 1885   | 1900   | 1925   | 1950   | 1961   | 1970   | 1987   | 2018   |
| Einwohner | 585    | 844 *  | 1264   | 1368   | 1467   | 1465   | 1509   | 2148   | 2407   | 2276   | 1930   | 1898 † |
| Häuser    | 113    |        |        |        | 202    | 207    | 248    | 280    | 381    |        | 498    |        |
| Quelle    | [ 34 ] | [ 35 ] | [ 20 ] | [ 22 ] | [ 11 ] | [ 12 ] | [ 27 ] | [ 13 ] | [ 29 ] | [ 30 ] | [ 31 ] | [ 33 ] |

## Politik

### Stadtrat
Der Stadtrat hat 16 Mitglieder. Zusätzliches Mitglied ist der getrennt gewählte Erste Bürgermeister.
Die Stadtratswahl am 15. März 2020 führte bei einer Wahlbeteiligung von 64,1 % zu folgendem Ergebnis:
| Partei / Liste | Stimmenanteil | Sitze    |
| -------------- | ------------- | -------- |
| SPD            | 44,4 %        | 7        |
| CSU            | 44,0 %        | 7        |
| FW             | 11,6 %        | 2        |
| Gesamt         | 100 %         | 16 Sitze |

### Bürgermeister
Erster Bürgermeister ist Timo Ehrhardt (SPD), der 2008 erstmals gewählt und in der Kommunalwahl 2014 im Amt bestätigt wurde. Bei der Kommunalwahl 2020 wurde er mit 94,5 % der gültigen Stimmen im Amt bestätigt. Bürgermeister und Stadtrat werden für sechs Jahre gewählt.

### Haushalt
Ab den 2010er Jahren wurden in Ludwigsstadt insgesamt 42 Millionen Euro in Projekte und Infrastrukturmaßnahmen investiert. Der Eigenanteil der Stadt lag bei zwölf Millionen Euro. Trotz aller Investitionen konnten die Schulden auf rund sechs Millionen Euro Ende 2019 reduziert werden.

### Wappen und Flagge
Ludwigsstadt führt seit dem 14. Jahrhundert ein Wappen.
Wappen
| Wappen von Ludwigsstadt | Blasonierung: „In Silber auf grünem Boden stehend der Erzengel Michael im langen, roten Gewand mit goldenen Flügeln; er hält in der Rechten einen silbernen Stab mit goldenem Kreuz, mit der Linken eine goldene Waage, in deren gesenkter Schale ein nackter Mensch, in der erhöhten ein Teufel sitzt.“ |
| Wappen von Ludwigsstadt | Wappenbegründung: Aus der Zeit der ersten Stadtrechtsverleihung stammt wohl auch das Typar, das 1953 im Rathaus gefunden wurde. Auf dem Siegel ist der heilige Michael, der Patron der Ludwigsstädter Kirche, mit den Attributen Kreuzstab und Waage abgebildet. Von 1559 sind Abdrucke überliefert, die den heiligen Michael ohne Flügel und Stab, dafür aber mit Schwert zeigen. Die Siegelformen variieren zwischen der Spitzoval- und der Rundform. Die dargestellten Attribute des Heiligen sind in den Siegeln geändert. In einem kleinen Marktsignet ist der heilige Michael nur in halber Körpergröße dargestellt. Die Farben richten sich nach einer Abbildung von 1819. |

Flagge
Die Gemeindeflagge ist rot-weiß.

## Kultur und Sehenswürdigkeiten

### Museen
Ludwigsstadt hat zwei Museen:

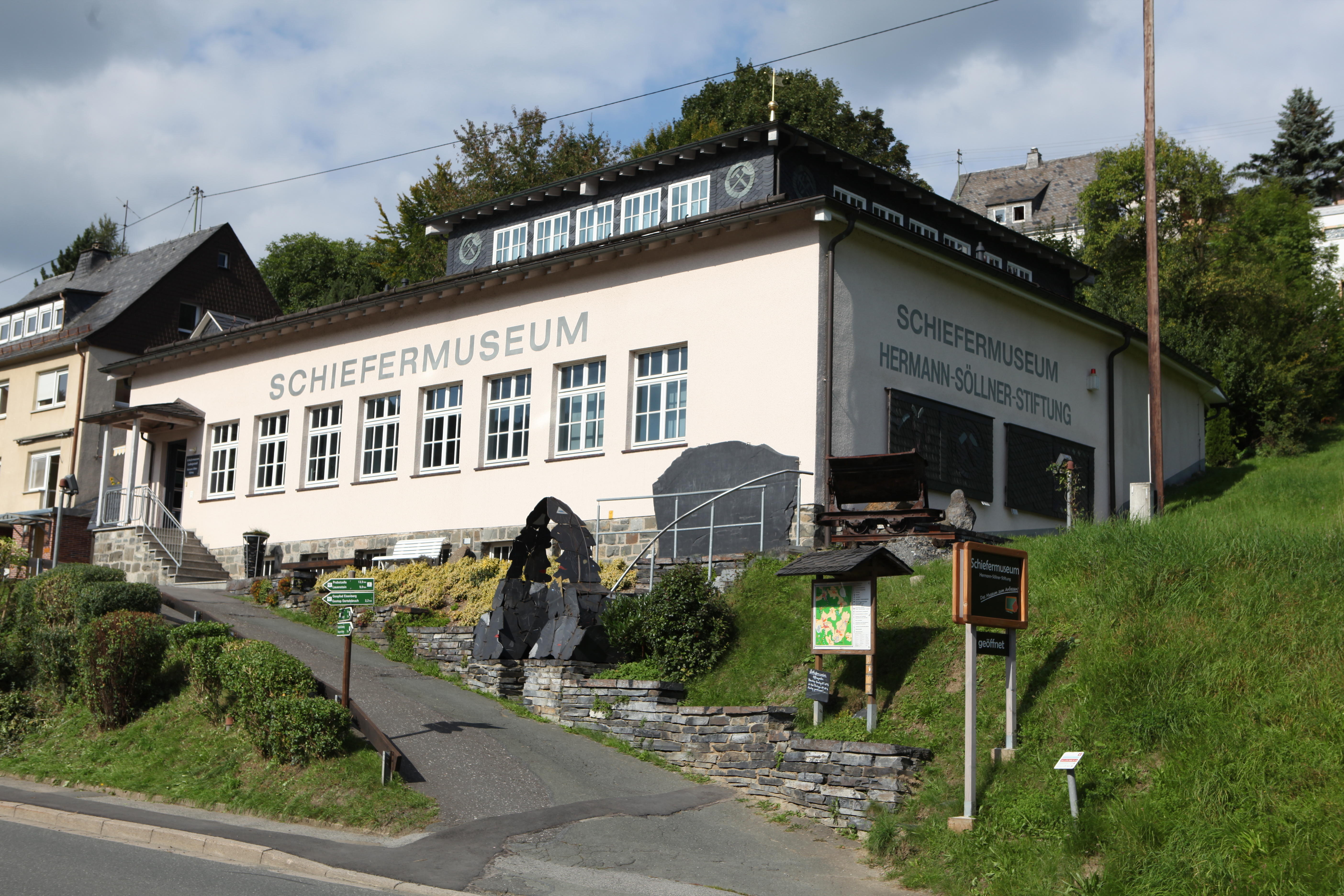
Schiefermuseum

- Schiefermuseum (Deutsches Schiefertafelmuseum) mit der umfassenden Darstellung der Schiefertafelproduktion vom einfachen Hausgewerbe bis zur industriellen Fertigung als Schwerpunkt.[41]
- Burg Lauenstein, eine mittelalterliche Höhenburg mit einem Museum, in dem Fachsammlungen von Schlössern und Schlüsseln, Beleuchtungskörpern und Mobiliar aus dem 15. bis 19. Jahrhundert sowie Waffen und Rüstungen gezeigt werden.

### Baudenkmäler
Historische Gebäude mit Schieferfassaden vermitteln einen typischen wie einzigartigen Eindruck. Als besondere Bauwerke sind zu nennen:
- Villa Falkenstein (ehemals Grenzhotel, Gaststätte und Brauerei)
- Burg Lauenstein im Stadtteil Lauenstein
- Kirchen in Ludwigsstadt: ev.-luth. Pfarrkirche St. Michael und Kath. Heilig-Geist-Kirche
- Kirche in Ebersdorf: ev.-luth. Pfarrkirche Maria Magdalena
- Kirche in Lauenstein: ev.-luth. Pfarrkirche St. Nikolaus und ev.-luth. Filialkirche St. Franziskus
- Kirche in Steinbach an der Haide: ev-luth. Pfarrkirche St. Elisabeth und profanierte Marienkapelle
- Thüringer Warte: Hoch über Lauenstein steht auf dem Gipfel des 678 m hohen Ratzenbergs der Aussichtsturm Thüringer Warte. Der 26,5 m hohe Turm (errichtet 1963) steht kaum 200 m von der thüringisch-bayerischen Landesgrenze entfernt. Er wurde auch „Schaufenster nach Thüringen“ genannt.
- Eisenbahnbrücke: Trogenbachviadukt (erbaut 1883–1885)

### Tourismus, Natur und Sport
Für Kinder gibt es den Märchenpfad Lauenstein. Ausgewiesene Wander-, Nordic Walking- und Mountainbike-Strecken führen Gelegenheitssportler wie auch ambitionierte Freizeitaktivisten abwechslungsreich durch tief eingeschnittene Täler und über ausblickreiche Höhen. Zwischendurch bietet sich eine Rast am idyllisch gelegenen Ölschnitzsee oder in einem der gutbürgerlichen Gasthäuser an. Im Winter wird die Region mit ihrem abwechslungsreichen Loipennetz und den längsten Skiliften im Frankenwald zum Wintersportzentrum.
Als Naturbad wird der Ölschnitzsee genutzt. In Ludwigsstadt gibt es ein Freibad: Beheizt wird das mit einem 50 Meter-Becken, zwei Nichtschwimmerbecken und einem Planschbecken, Wasserrutsche und Sprungturm ausgestattete Bad mit einer Solarheizung. Das Wasser wird auf bis maximal 25 Grad erwärmt. Ein Hallenbad mit einem 16-Meter-Becken befindet sich in der Grundschule „Am Grünen Band“ in Ludwigsstadt.
Ludwigsstadt bietet eine große Palette an Beherbergungsmöglichkeiten, von Bauernhöfen und Privatunterkünften über Pensionen und Gasthäuser bis hin zu Hotels.

### Dialekt
Der Rennsteig stellt die Sprachgrenze zwischen den ostmitteldeutschen Dialekten der thüringisch-obersächsischen Gruppe und den zum Oberdeutschen gehörenden ostfränkischen Mundarten dar. In Ludwigsstadt spricht man einen Dialekt, der lokal „Ludschterisch“ genannt wird und zum Ostmitteldeutschen gehört. Damit unterscheidet sich der Zungenschlag der Ludwigsstädter deutlich vom fränkischen Sprachraum.

### Oertels Dachschieferbruch
Im ehemaligen Oertelsbruch im Trogenbachtal bei Ludwigstadt wurden im 18. und 19. Jahrhundert Tonschiefer des Unterkarbons, der sogenannte Blaue Lagerstein, abgebaut. Sie wurden zur Herstellung von Schiefertafeln sowie zum Dachdecken und für Wandverkleidungen verwendet. Noch heute prägen die schiefergedeckten Häuser das Erscheinungsbild vieler Orte des Frankenwaldes.
Der Dach- und Tafelschieferbruch wurde im Jahre 1779 eröffnet. Große Abraumhalden oberhalb der Kehlbacher Straße, vor allem im Bereich Edelhof, belegen, dass nur ein geringer Teil des abgebauten Gesteins tatsächlich verwertbar war. Der Schieferbruch wurde schon bald unrentabel. Erst von 1826 bis 1855 war es dem Thüringer Ernst Oertel gelungen, den Dachschiefer mit Erfolg abzubauen, was sein Sohn Karl Oertel dann fortsetzte.
Der Dachschieferbruch ist vom Bayerischen Landesamt für Umwelt als Geotop 476A030 ausgewiesen und mit dem offiziellen Gütesiegel Bayerns schönste Geotope ausgezeichnet. Siehe auch Liste der Geotope im Landkreis Kronach.

## Regelmäßige Veranstaltungen
- Das Burgfest findet alle zwei Jahre am vierten Wochenende im Juni statt.
- Die Kirchweih im Stadtteil Ebersdorf findet jährlich am Sonntag zwischen dem 6. und 12. August statt,
- das Schützenfest jährlich am vorletzten Wochenende im Juli,
- das Kirchweihfest in Ludwigsstadt am Michaelistag (29. September), wenn es ein Sonntag ist, ansonsten am Sonntag davor
- das Schützenfest im Stadtteil Ebersdorf findet jährlich am dritten Sonntag im Juni statt.
- das Bergfest des Frankenwaldvereins ist immer am ersten Sonntag im September.

## Wirtschaft
Die Stadt ist Standort von Handwerks- und mittelständischen Industriebetrieben, z. B. im Werkzeugbau. Daneben spielen Holzverarbeitung, Forstwirtschaft, Landwirtschaft und Tourismus eine größere Rolle. Eine überregional bekannte Pralinenmanufaktur ist die „Confiserie Burg Lauenstein“, die einen Werksverkauf anbietet.

## Verkehr

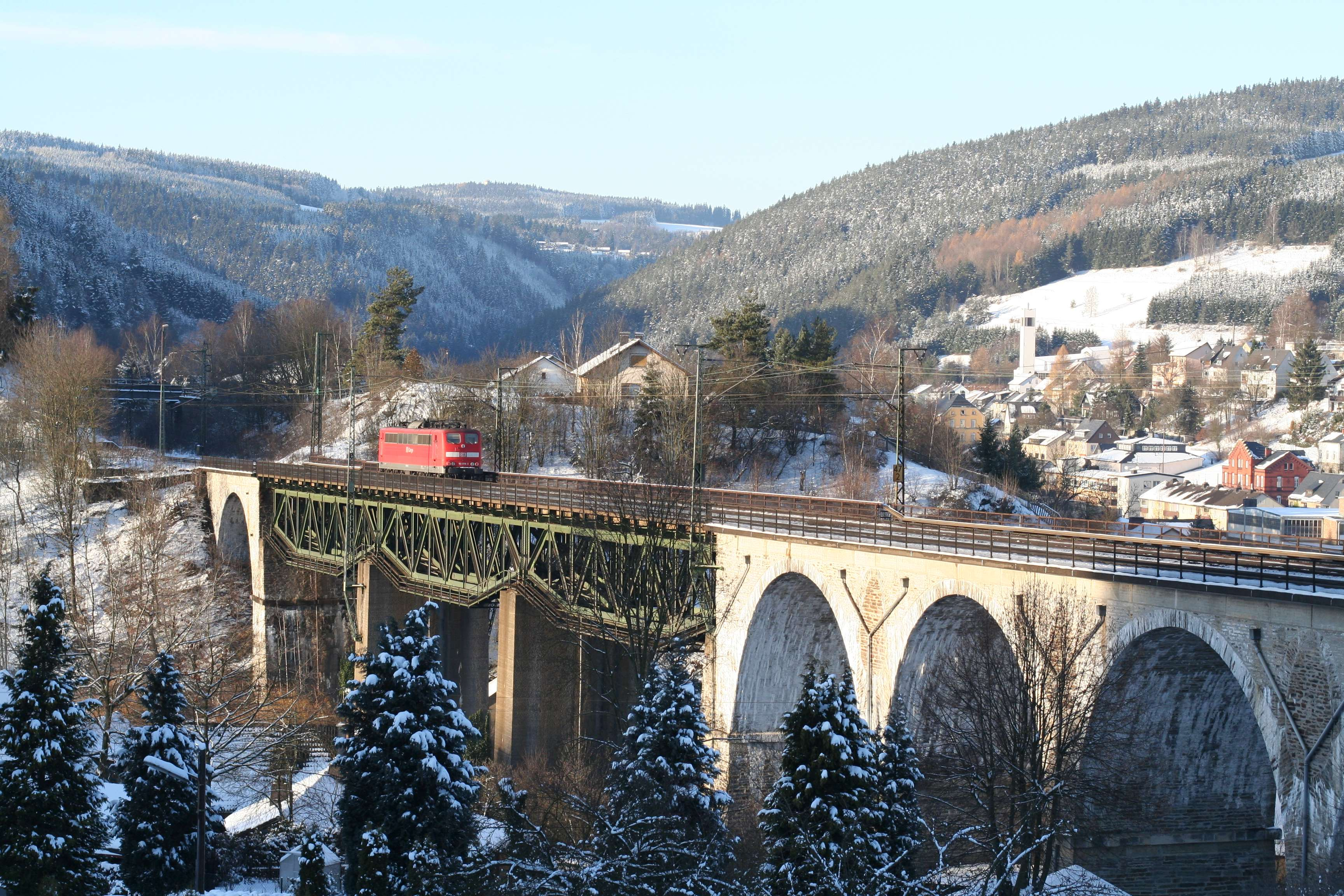
Trogenbachbrücke der Frankenwaldbahn über Ludwigsstadt

Ludwigsstadt liegt an der Bundesstraße 85 und der Frankenwaldbahn. Bis zur deutschen Wiedervereinigung war Ludwigsstadt Grenzbahnhof. Früher zweigte dort die am 1. Dezember 1885 eröffnete, 7,6 Kilometer lange Bahnstrecke Ludwigsstadt–Lehesten („Schieferbahn“) ab, die mit der deutschen Teilung unterbrochen und 1971 stillgelegt wurde. Seit Dezember 2023 ist Ludwigsstadt an den Schienenpersonenfernverkehr zwischen Leipzig und Nürnberg angeschlossen.
Die B 85 führt an Lauenstein vorbei nach Probstzella (5,5 km nördlich) bzw. nach Steinbach am Wald (6,5 km südlich). Die Kreisstraße KC 26 führt nach Steinbach an der Haide (3,2 km nordwestlich). Gemeindeverbindungsstraßen führen nach Ottendorf (0,7 km östlich) und die Staatsstraße 2209 kreuzend nach Kehlbach zur Kreisstraße KC 19 (7 km südwestlich).

## Bildung
Die Grundschule „Am Grünen Band“ hat derzeit fünf Grundschulklassen.

## Söhne und Töchter der Stadt
- Friedrich Christian Georg Kapp (* 24. März 1792 in Ludwigsstadt; † 8. Februar 1866 in Hamm), deutscher Philologe und Revolutionär
- Alexander Kapp (* 28. Januar 1800 in Ludwigsstadt; † 9. Oktober 1869 in Fluntern), deutscher Pädagoge
- Ernst Kapp (* 15. Oktober 1808 in Ludwigsstadt; † 30. Januar 1896 in Düsseldorf), deutscher Pädagoge, Geograph und Philosoph
- Paul Mulzer (* 8. Mai 1880 in Ludwigsstadt; † 5. Februar 1947), deutscher Dermatologe
- Hermann Wilhelm (* 4. September 1897 in Lauenstein; † 24. Februar 1970), Maler und Hochschullehrer
- Fritz Fischer (* 5. März 1908 in Ludwigsstadt; † 1. Dezember 1999 in Hamburg), deutscher Historiker

## Film
- Dirk Schneider: Der Grenzbahnhof Probstzella. Doku 2017, in der Reihe Geheimnisvolle Orte der ARD/MDR, Staffel 6 / 1. 45 Min[45] (Der Film zeigt Probstzella in der DDR als Gegenstück von Ludwigsstadt und das dazwischen bis 1989 bestehende Grenzregime von beiden Seiten)